# Wilhelm Killing
Wilhelm Karl Joseph Killing (Burbach, Vestfália, 10 de maio de 1847 — Münster, 11 de fevereiro de 1923) foi um matemático alemão.

## Obras
- Killing, Hovestedt Handbuch des mathematischen Unterrichts, Teubner, Leipzig, vários volumes
- Killing „Einführung in die Grundlagen der Geometrie“, 2 Bde.
- Killing „Lehrbuch der analytischen Geometrie in homogenen Koordinaten“, 2 Bde.
- Killing „Die Mechanik in den nichteuklidischen Raumformen“, Crelle Journal Bd.98, 1885
- Killing „Die Rechnung in den nichteuklidischen Raumformen“, Crelle Journal Bd.89, 1880
- Killing „Über die Clifford-Kleinschen Raumformen“, Mathematische Annalen Bd.39, 1891
- Killing „Über die Grundlagen der Geometrie“, Crelle Journal Bd.109, 1892
- Killing „Die Zusammensetzung der stetigen endlichen Transformationsgruppen 1“, Mathematische Annalen 1888, Teil 2, Teil 3, Teil 4
- Killing „Bestimmung der größten Untergruppe von endlichen Transformationsgruppen“, Mathematische Annalen Bd.36, 1890
- Killing „Gedanken über die Ausbildung der Gymnasiallehrer“, Jahresbericht DMV 1913

## Prémios
- Medalha Lobachevsky 1900[2]